# 1000-km-Rennen von Suzuka 2002

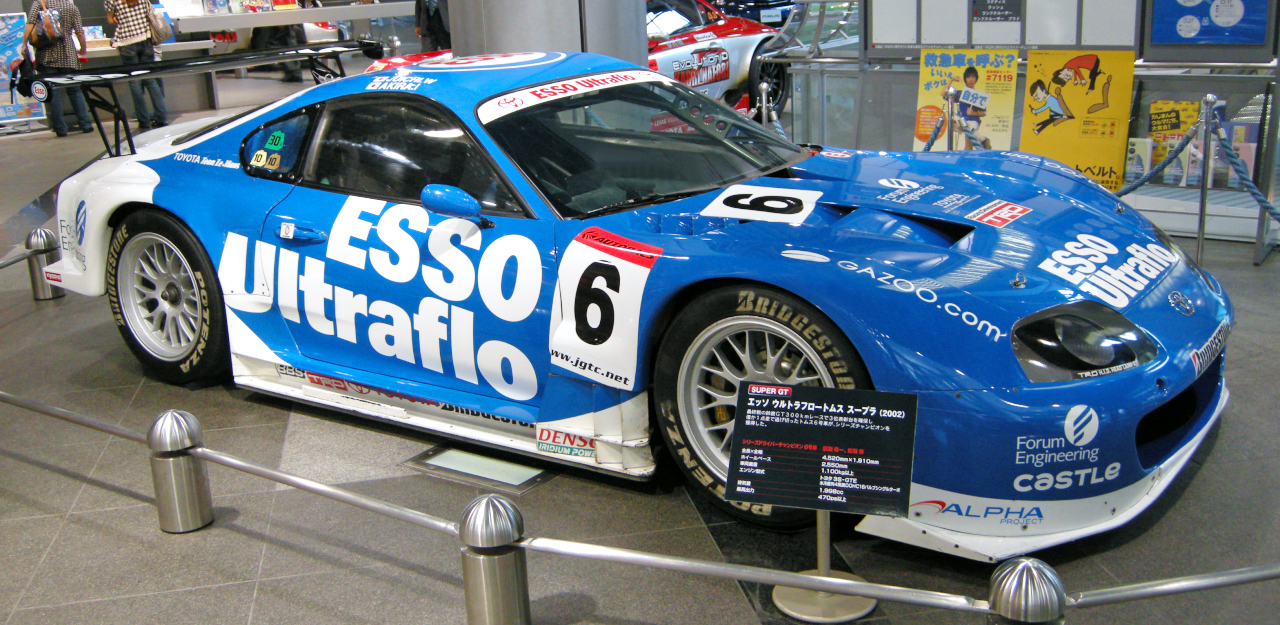
Toyota Supra JZA80, Siegerwagen von Juichi Wakisaka, Akira Iida und Shigekazu Wakisaka

Das 1000-km-Rennen von Suzuka 2002, auch The 31st International Pokka 1000 Kms, Suzuka Circuit, fand am 25. August dieses Jahres auf dem Suzuka International Racing Course statt. Das Rennen zählte zu keiner Rennserie.

## Das Rennen
Das 1966 erstmals ausgetragene 1000-km-Rennen von Suzuka zählte in seiner Geschichte zu unterschiedlichen Rennserien und hatte auch viele Jahre keinen Meisterschaftsstatus. 1992 war das Rennen Teil der letzten Sportwagen-Weltmeisterschaft und zwischen 2006 und 2017 im Rennkalender der Super GT. 
2002 war das Rennen ohne Status und wurde für GT-Wagen ausgeschrieben. Ausnahme war der Audi R8 von Hiroki Katō und Seiji Ara, der in der Sonderklasse startete, nach einem Motorschaden aber nicht ins Ziel kam. Der Rennsieg ging an Juichi Wakisaka,  Akira Iida und Shigekazu Wakisaka im Toyota Supra JZA80.

## Ergebnisse

### Schlussklassement
| 1               | GT500 | 6   | Esso Toyota Team Le Mans   | Juichi Wakisaka Akira Iida Shigekazu Wakisaka           | Toyota Supra JZA80        | 172 |
| 2               | GT500 | 16  | Dome Mugen Project         | Ryō Michigami Daisuke Itō Hidetoshi Mitsusada           | Honda NSX GH-NA2          | 171 |
| 3               | GT500 | 39  | Toyota Team SARD           | Jérémie Dufour Manabu Orido Nobuteru Taniguchi          | Toyota Supra JZA80        | 171 |
| 4               | GT300 | 62  | R&D Sport                  | Shinsuke Shibahara Shogo Mitsuyama                      | Vemac RD320R              | 160 |
| 5               | GT300 | 71  | Sigmatech Racing Team      | Masaki Jounai Keita Sawa Eiichi Tajima                  | Toyota MR-S GH-ZZW30      | 159 |
| 6               | GT300 | 2   | Verno Tokai Dream 28       | Kazuho Takahashi Akira Watanabe Ichijo Suga             | Honda NSX GH-NA2          | 157 |
| 7               | GT300 | 15  | Amprex Motorsport          | Genji Hashimoto Charles Kwan                            | BMW M3 GTR E46            | 156 |
| 8               | GT300 | 911 | 910 Racing                 | Akira Hirakawa Masaya Koyama Adam Wilcox                | Porsche 996 GT3-RS        | 156 |
| 9               | OPEN  | 55  | Kimoto Racing Team         | Masahiro Kimoto Romain Dumas Xavier Pompidou            | Porsche 996 GT3-RS        | 153 |
| 10              | RS    | 22  | Nagai Iin Motor Sport Club | Masaki Yamamoto Katsunori Yamamoto Naoto Chikada        | Oscar SK5.2               | 153 |
| 11              | GT300 | 70  | Team Gaikokuya             | Yoshimi Ishibashi Patrick van Schoote Robert Orcutt     | Porsche 996 GT3-RS        | 150 |
| 12              | S-E   | 20  | RS Ogawa                   | Nobuo Komiya Katsuo Kobayashi Katsuichi Itou            | Mitsubishi Lancer CT9A    | 145 |
| 13              | OPEN  | 912 | 910 Racing                 | Shigemitsu Haga Hiroya Iijima Hiroshi Wada              | Porsche GT3 Cup           | 144 |
| 14              | OPEN  | 36  |                            | Kazuyuki Tanaka Seiichi Sodeyama Keiko Inoue            | Porsche 911 RSR           | 144 |
| 15              | S-E   | 11  | Shinryou Racing Team       | Tomohiro Tomimasu Yutaka Seki Eiji Kouketsu             | Mitsubishi Lancer CT9A    | 141 |
| 16              | S-E   | 45  | Asano Racing Service       | Takeo Asano Tomoyuki Kasahara                           | Honda Integra Type R DC5  | 141 |
| 17              | OPEN  | 930 | M's Machine Works          | Tarzan Yamada Yasuo Miyagawa Toshiyuki Ochiai           | Porsche 930               | 137 |
| 18              | S-E   | 602 | Team Jikanwari             | Michimasa Okada Tatsufumi Iwatsuki Yoshihiko Torii      | Mitsubishi Lancer CT9A    | 134 |
| Nicht klassiert |       |     |                            |                                                         |                           |     |
| 19              | RS    | 3   | Max Racing                 | Ryouhei Sakaguchi Naoki Furuya Hidenori Kouuchi         | Oscar SK5.2               | 117 |
| 20              | RS    | 8   | Repri Sport                | Yoshimi Kaku Kazumi Mikami Izumi Toujou                 | Oscar SK5.2               | 106 |
| Nicht klassiert |       |     |                            |                                                         |                           |     |
| 21              | GT300 | 9   | Team Daikokuya             | Masanobu Takenaka Akihiko Tsutsumi Tsunefumi Hioki      | Porsche 996 GT3-R         | 128 |
| 22              | GT500 | 18  | Dome Mugen Project         | Sébastien Philippe Richard Lyons Katsutomo Kaneishi     | Honda NSX GH-NA2          | 128 |
| 23              | GT500 | 23  | NISMO                      | Masami Kageyama Michael Krumm Tetsuya Tanaka            | Nissan Skyline GT-R BNR34 | 110 |
| 24              | OPEN  | 280 | GT-ROM Net Nsx Owners Club | Hajime Ooshiro Keiichi Murakami Mitsuaki Sakai          | Honda NSX                 | 108 |
| 25              | S-E   | 19  | JMC Racing Division        | Toshiaki Koshimizu Masayuki Ueda Takayuki Aoki          | Nissan Skyline GT-R BNR34 | 91  |
| 26              | RS    | 52  | Nishimura Hidetoshi        | Hidetoshi Nishimura Yoshinari Tomimoto Masayoshi Furuya | Oscar SK5.2               | 63  |
| 27              | INT   | 61  | Audi Sport Japan Team Goh  | Hiroki Katō Seiji Ara                                   | Audi R8                   | 58  |
| 28              | RS    | 14  | Team Jikanwari             | Eiji Sato Souichirou Tanaka Toshikazu Kanamori          | West 936S                 | 56  |
| 29              | OPEN  | 7   | Wing Auto                  | Kenjirou Katagiri Hiroshi Hashizawa Takahiko Hara       | Lotus Elise               | 51  |
| 30              | GT300 | 5   | A&S Racing                 | Tetsuji Tamanaka Yasutaka Hinoi                         | Mosler MT900R             | 44  |
| 31              | GT500 | 88  | JLOC                       | Hisashi Wada Marco Apicella                             | Lamborghini Diablo DE21   | 39  |
| 32              | S-E   | 73  | Team A-One                 | Masaki Takara Manabu Yamazaki Subaru Yamamoto           | Honda Integra Type R DC5  | 38  |
| 33              | S-E   | 33  | I-dea Project              | Masami Miyoshi Yasuo Muramatsu Motoji Sekine            | Mazda RX-7 FD3S           | 11  |
| 34              | S-E   | 34  | Susuki Racing Machanics    | Tomohiko Sunako Takaya Tsubobayashi Kei Itaka           | Nissan Skyline GT-R BNR34 | 10  |
| 35              | S-E   | 1   | Oreka Technic Ideal        | Shunji Kasuya Katsunori Iketani Tomiko Yoshikawa        | Nissan Skyline GT-R       | 7   |

### Nur in der Meldeliste
Hier finden sich Teams, Fahrer und Fahrzeuge, die ursprünglich für das Rennen gemeldet waren, aber aus den unterschiedlichsten Gründen daran nicht teilnahmen.
| Pos. | Klasse | Nr. | Team                    | Fahrer                                           | Chassis    |
| ---- | ------ | --- | ----------------------- | ------------------------------------------------ | ---------- |
| 36   | INT    |     | Car Graphic Racing Team | Hisashi Tsukahara Shin'ichi Katsura Tetsuya Katō | BMW V12 LM |

### Klassensieger
| Klasse | Fahrer                  | Fahrer             | Fahrer             | Fahrzeug               | Platzierung im Gesamtklassement |
| ------ | ----------------------- | ------------------ | ------------------ | ---------------------- | ------------------------------- |
| INT    | kein Teilnehmer im Ziel |                    |                    |                        |                                 |
| GT500  | Juichi Wakisaka         | Akira Iida         | Shigekazu Wakisaka | Toyota Supra JZA80     | Gesamtsieg                      |
| GT300  | Shinsuke Shibahara      | Syougo Mitsuyama   |                    | Vemac RD320R           | Rang 4                          |
| OPEN   | Masahiro Kimoto         | Romain Dumas       | Xavier Pompidou    | Porsche 996 GT3-RS     | Rang 9                          |
| RS     | Masaki Yamamoto         | Katsunori Yamamoto | Naoto Chikada      | Oscar SK5.2            | Rang 10                         |
| S-E    | Nobuo Komiya            | Katsuo Kobayashi   | Katsuichi Itou     | Mitsubishi Lancer CT9A | Rang 12                         |

### Renndaten
- Gemeldet: 36
- Gestartet: 35
- Gewertet: 18
- Rennklassen: 6
- Zuschauer: 34000
- Wetter am Renntag: bewölkt und trocken
- Streckenlänge: 5,821 km
- Fahrzeit des Siegerteams: 6:10:44,008 Stunden
- Gesamtrunden des Siegerteams: 172
- Gesamtdistanz des Siegerteams: 1001,212 km
- Siegerschnitt: 162,037 km/h
- Pole Position: Hiroki Katō – Audi R8 (#61) – 1:52,856
- Schnellste Rennrunde: Seiji Ara – Audi R8 (#61) – 1:54,168 = 183,551 km/h
- Rennserie: zählte zu keiner Rennserie